# Adorazione dei pastori (Niccolò de Simone)
Adorazione dei pastori è un dipinto a olio su tela realizzato da Niccolò de Simone e custodito nella cappella della Natività della chiesa di Santa Maria delle Grazie a Massa Lubrense.

## Storia e descrizione
Venne dipinto intorno alla metà degli anni '30 del XVII secolo: in un primo momento venne custodito presso l'abitazione privata della famiglia Porzio, in quanto non menzionato né nella Santa Visita di monsignor Giovanni Battistia Nepita del 1685, né nella Santa Visita del vescovo Giuseppe Bellotti; è probabile che sia stato posto nella cappella nella seconda metà XVIII secolo, andando a sostituire una Natività attribuita Polidoro da Caravaggio. Secondo uno scritto di cui è difficile attestarne l'attendibilità, nella cappella venne posta una Natività di Jusepe de Ribera, sostituita poi, nel corso del XIX secolo, dalla copia del de Simone.
L'attribuzione a Niccolò de Simone avviene tramite base stilistica, in quanto la tela non è autografata: tuttavia presenta notevoli somiglianze con un'altra Natività del pittore fiammingo, custodita al museo del monastero di Montserrat.
L'opera presenta al centro della scena il Bambino Gesù, con a suo fianco la Madonna e alle sue spalle il bue e l'asino; a concludere la scena il corteo dei pastori. 